# 魏斯可金融公司
魏斯可金融公司是一家總部位於美国加利福尼亞州帕薩迪納的多元化金融企業。
魏斯可在1959年3月19日於德拉瓦州成立。魏斯可透過其全資或部份擁有的子公司，參與到三項主營業務中：
- 保險業務，透過於1985年成立的魏斯可金融保險公司（Wes-FIC）參與財險業務，以及成立於 1909年、並由 Wes-FIC 於1996年收購的 Kansas Bankers Surety Company（KBS）為銀行提供專門的保險保障。
- 傢具租貸，透過 CORT Business Services Corporation（CORT）營運。這是一家由五家地區性傢具租貸公司於1972年成立的全國性企業，並由魏斯可於2000年收購。
- 鋼鐵服務中心，透過 Precision Steel Warehouse, Inc. （Precision Steel）經營。這家公司於1940年成立，並由魏斯可於1979年買下。

魏斯可亦透過另一家全資擁有的子公司 - MS 物業公司（MS 物業）- 管理加利福尼亞州帕薩迪納下城區的商業物業。MS 物業於1993年年末開始營運，當時由魏斯可以及旗下的一家信用合作社將物業注入。
自從1973年以來，魏斯可一直由藍籌印花公司持有80.1%股權，而藍籌印花公司則是波克夏·哈薩威公司的全資子公司。所以，魏斯可及其子公司均由藍籌印花公司及波克夏控制。這些公司也可以被看作由波克夏的主席、行政總裁以及控股 26.9% 股權的股東華倫·巴菲特所控制。魏斯可的主席、董事長以及行政總裁查理·芒格 - 兼任波克夏的副主席 - 會就魏斯可的投資決策、主要資本配置以及屬下業務的負責人安排，和巴菲特商討，並交由董事會作最後批核。